# Борейко, Вадим Николаевич
Вадим Николаевич Борейко (род. 13 ноября 1959, Калининград, СССР) — казахстанский журналист, писатель, общественный деятель.
Окончил МГУ. Начинал карьеру в газете «Ленинская смена» в городе Алма-Ата Казахской ССР, а затем в разные годы занимал ответственные посты и работал в казахстанских газетах, на телевидении и в интернет-изданиях: «На страже», «Огни Алатау», «Горизонт», «Караван», «КТК», «Время», «Forbes.kz», Ratel.kz и другие. Автор книг «Магия слова. Диалог в языке и языках» (в соавторстве с Д. Петровым), «Котелок», «Вискосный.кz. Дневник социопата» и «Народные инородные». Лауреат премии президента Республики Казахстан в области журналистики (2001) и лучший журналист Казахстана по версии национального конкурса «Выбор года» (2002). Экологический активист. Женат с 1983 года. Жена Борейко Алла Анатольевна.

## Биография
Отец, Борейко Николай Антонович (1937—2016), уроженец с. Редьки Молодечненского района Минской области Белоруссии, трудился сварщиком на заводе, старшим помощником капитана рыболовецкого судна, главным инженером хлебокомбината. Мать, Борейко Екатерина Сергеевна (1930—2007), родилась в д. Солна Рославльского района Смоленской области РСФСР, всю жизнь проработала учителем русского языка и литературы в школе. Сестра Борейко Галина Николаевна (род. в 1965).
В 1975 году в 15 лет с золотой медалью окончил калининградскую школу № 27 и в том же году поступил на дневное отделение факультета журналистики Московского государственного университета имени М. В. Ломоносова. Окончив вуз в 1980 году, по распределению переехал в г. Алма-Ата Казахской ССР. В 1991 году принял гражданство Республики Казахстан.

## Карьера
Трудовую деятельность начал в газете «Ленинская смена» в 1980 году. В 1982 году работал ответственным секретарем газеты МВД КазССР «На страже».
 С 1984 по 1989 год трудился заместителем ответственного секретаря Алма-Атинской областной газеты «Огни Алатау», а в 1989 году перешел на работу в республиканский студенческий еженедельник «Горизонт» на должность ответственного секретаря. В 1992 году начал трудиться в медиахолдинге «Караван». В 1998—1999 гг. — главный редактор телеканала «КТК». С 1999 по 2011 год в газете «Время» — заместитель главного редактора, редактор ежедневного выпуска.
 В 2011 году перешел в газету «МК в Казахстане».

 В 2012 году стал главным редактором интернет-издания «Forbes.kz».

С 2016 до начала 2018 года сотрудничал с интернет-изданием Ratel.kz вплоть до его закрытия решением суда.

 C марта 2019 года — обозреватель портала «Informburo.kz».
В 1997 году читал курс «Дизайн в СМИ» на факультете журналистики в КазГУ им. Аль-Фараби, в 2006 году преподавал медиаменеджмент в Казахском институте менеджмента, экономики и прогнозирования (КИМЭП). Повышал квалификацию и проходил стажировки в США, Канаде, Великобритании, Швеции, Швейцарии, Израиле.

## Общественная деятельность
Вадим Борейко активный участник экологического движения «Сохраним Кок-Жайляу», которое выступает против строительства горнолыжного курорта в урочище Кок-Жайляу на территории Иле-Алатауского государственного национального природного парка, объявленного городскими властями ещё 2011 году.

 По данной теме провел серию журналистских расследований, написав и разместив более 150 материалов на сайтах Ratel.kz и «Ливень».
 Вадим Борейко также выступает за чистый воздух в городе Алматы, опубликовав несколько десятков статей о причинах смога, и сохранение природы вокруг Алматы и Алматинской области в первозданном виде.
 14 августа 2019 года создал YouTube-канал «ГИПЕРБОРЕЙ», где снимает ролики на разные темы, объединённые в следующие плей-листы/рубрики: ИНТЕРВЬЮ, КИНОЗАЛ, ПОЛИГЛОТ, РАССЛЕДОВАНИЯ, СПЕЦВЫПУСК. По состоянию на 13 июля 2022 года на его канале набралось уже 200 тысяч подписчиков и почти 28 миллионов просмотров.

## Награды
1. Лауреат премии президента Казахстана в области журналистики в 2001 году.[25]
2. Лучший журналист Казахстана по версии национального конкурса «Выбор года» в 2002 году.[26]
3. Обладатель премии Союза писателей РФ «Золотое перо Руси» — за развитие русского языка и литературы в странах СНГ в 2008 году.[27]
4. Лауреат премии Союза журналистов РК в 2006 и 2017 гг.[28]

## Книги
Автор книг:
- Магия слова. Диалог о языке и языках. В соавторстве с Дмитрием Петровым (2010, 2011, 2012, М., ПРОЗАиК);
- Котелок (2016, Алматы, частный культурно-просветительский фонд Досыма Сатпаева);[29]
- Високосный.кz. Дневник социопата (2017, Алматы, Meloman’s Publishing);[30]
- Народные инородные (2018, Алматы, Meloman’s Publishing).[31]